# Traité de Rastatt

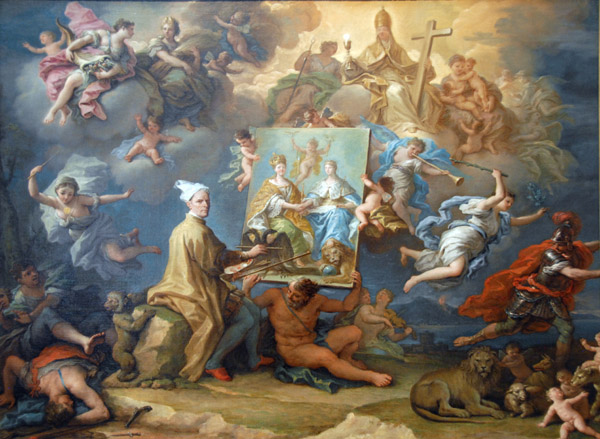
Allégorie de la paix de 1714.

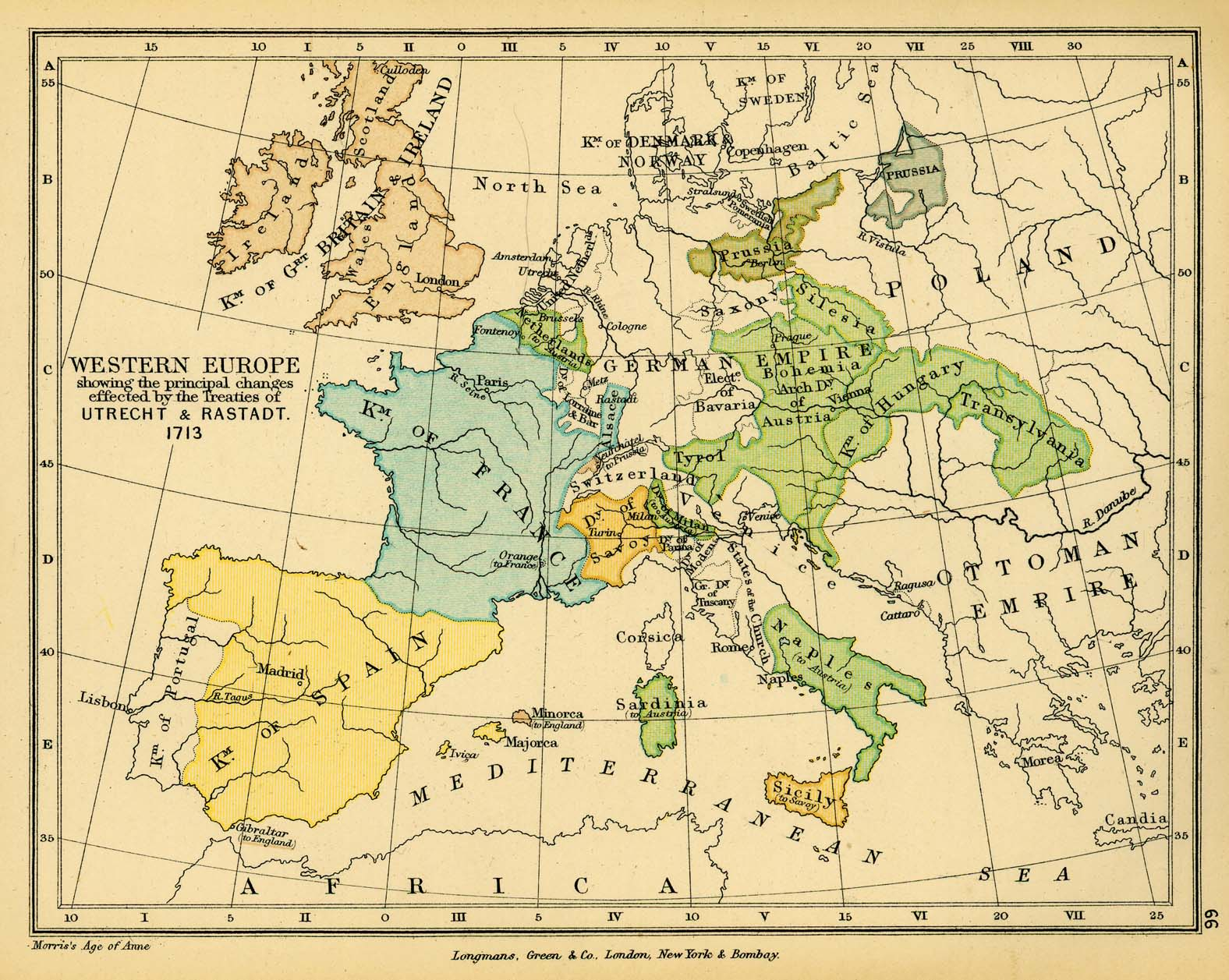
L’Europe après la paix de 1714.

Le traité de Rastatt, 6 mars 1714, met fin à la guerre de Succession d'Espagne. Il est signé entre le royaume de France et la monarchie de Habsbourg à la suite de négociations menées depuis novembre 1713 entre le prince Eugène et le duc de Villars.

## Contexte

Les cessions territoriales à la suite des traités d'Utrecht, de Rastatt, de Stockholm, de Nystad et de Passarowitz.

En vertu du traité, l'Autriche a reçu les territoires espagnols en Italie de Naples, Milan (complété par le traité de Baden), la Sardaigne et les Pays-Bas méridionaux. L'Autriche a également reçu Fribourg et plusieurs autres petites zones à ses frontières orientales de la France, qui, en particulier, avait évacué toutes les conquêtes de la rive droite du Rhin mais était restée en possession de la ville de Landau du Palatinat (située sur la rive gauche) avec sa forteresse. Landau faisait partie de la décapole alsacienne, annexée en 1648 par Louis XIV au traité de Westphalie.
Le traité de Rastatt a été rédigé en langue française, consacrant le rôle international de cette langue et marquant le début de la carrière diplomatique du français.